# 基伦·埃弗瑞·韦恩斯
基伦·埃弗瑞·德士马·韦恩斯（英語：Keenen Ivory Desuma Wayans，1958年7月23日—）是美國演員、喜劇演員、電影製片人和韋恩斯演藝家族的成員。他最初是作為 1990-1994年福斯小品喜劇系列《活色生香》的主持人和創作而聲名鵲起。他製作、導演和編寫了多部電影，從1987年他與他人共同撰寫的《好萊塢洗牌》開始。

## 外部連結
- 基伦·埃弗瑞·韦恩斯在互联网电影资料库（IMDb）上的資料（英文）
- 在美国电视档案馆上的Keenen Ivory Wayans採訪視頻